# Tocar
Tocar is een compositie van de Finse componiste Kaija Saariaho.
Het werk begon als een concoursstuk voor violisten aan de Sibeliusacademie in Helsinki. Het werk is qua bezetting geschreven in een aloude traditie van viool en piano. Saariaho vond desalniettemin inspiratie in de verschillen en overeenkomsten tussen beide muziekinstrumenten. Zo wordt de toon uit een viool bijna direct gevormd, terwijl die van de piano indirect (hand, toets, hamer, snaar) plaatsvindt. Voorts kan de toon van de viool direct beïnvloed worden door de manier van strijken/tokkelen, terwijl na de aanslag de toon van de piano alleen nog aangepast kan worden door gebruik te maken van de pedalen.
De titel van het werk Tocar (vrij vertaald: iets bespelen zodat er geluid wordt geproduceerd) voert terug op het feit dat de viool en piano elkaar in het werk slechts even aanraken om vervolgens weer hun eigen weg te gaan. De beide partijen lijken niets met elkaar te maken te hebben. Het eendelig werk was drie dagen achtereen te horen van 26 tot en met 28 november 2010.
Toen het werk voltooid was heeft de componiste het nog bewerkt. Er verscheen een versie voor viool en harp. Toen eenmaal de harppartij klaar was, kwam het verzoek om de viool partij en vervangen door een die gespeeld kon worden door een dwarsfluit.  Dit had meer voeten in aarde dan in eerste instantie vermoed. Op de viool kunnen meerdere tonen tegelijkertijd gevormd worden, dat is op de dwarsfluit niet goed mogelijk. Voorts verscheen er nog een versie voor basklarinet en harp. 